# Olympische Winterspiele 1928/Eisschnelllauf
Bei den II. Olympischen Winterspielen 1928 in St. Moritz waren vier Wettbewerbe im Eisschnelllauf geplant. Aufgrund des schlechten Wetters musste jedoch der Bewerb über 10.000 m abgebrochen werden. Austragungsort war das Eisstadion Badrutts Park.

## Bilanz

### Medaillenspiegel
| Platz | Land               | Gold | Silber | Bronze | Gesamt |
| ----- | ------------------ | ---- | ------ | ------ | ------ |
| 1     | Norwegen           | 2    | 1      | 3      | 6      |
| 2     | Finnland           | 2    | 1      | 1      | 4      |
| 3     | Vereinigte Staaten | –    | –      | 1      | 1      |

### Medaillengewinner
| Konkurrenz | Gold                        | Silber          | Bronze                                  |
| ---------- | --------------------------- | --------------- | --------------------------------------- |
| 500 m      | Bernt Evensen Clas Thunberg | –               | John Farrell Jaakko Friman Roald Larsen |
| 1500 m     | Clas Thunberg               | Bernt Evensen   | Ivar Ballangrud                         |
| 5000 m     | Ivar Ballangrud             | Julius Skutnabb | Bernt Evensen                           |

## Ergebnisse

### 500 m
| Platz | Land | Sportler       | Zeit (s)  |
| ----- | ---- | -------------- | --------- |
| 1     | NOR  | Bernt Evensen  | 43,4 (OR) |
| 1     | FIN  | Clas Thunberg  | 43,4 (OR) |
| 3     | NOR  | Roald Larsen   | 43,6      |
| 3     | USA  | John Farrell   | 43,6      |
| 3     | FIN  | Jaakko Friman  | 43,6      |
| 6     | NOR  | Håkon Pedersen | 43,8      |
| 7     | CAN  | Charles Gorman | 43,9      |
| 8     | FIN  | Bertel Backman | 44,4      |
| 9     | NOR  | Oskar Olsen    | 44,7      |
| 10    | USA  | Eddie Murphy   | 44,9      |

Datum: 13. Februar 1928 

33 Teilnehmer aus 14 Ländern, alle in der Wertung.

### 1500 m
| Platz | Land | Sportler         | Zeit (min) |
| ----- | ---- | ---------------- | ---------- |
| 1     | FIN  | Clas Thunberg    | 2:21,1     |
| 2     | NOR  | Bernt Evensen    | 2:21,9     |
| 3     | NOR  | Ivar Ballangrud  | 2:22,6     |
| 4     | NOR  | Roald Larsen     | 2:25,3     |
| 5     | USA  | Eddie Murphy     | 2:25,9     |
| 6     | USA  | Valentine Bialas | 2:26,3     |
| 7     | USA  | Irving Jaffee    | 2:26,7     |
| 8     | USA  | John Farrell     | 2:26,8     |
| 9     | SWE  | Gustaf Andersson | 2:27,5     |
| 10    | HUN  | Zoltán Eötvös    | 2:25,3     |

Datum: 14. Februar 1928 

30 Teilnehmer aus 14 Ländern, davon 28 in der Wertung.

### 5000 m
| Platz | Land | Sportler         | Zeit (min) |
| ----- | ---- | ---------------- | ---------- |
| 1     | NOR  | Ivar Ballangrud  | 8:50,5     |
| 2     | FIN  | Julius Skutnabb  | 8:59,1     |
| 3     | NOR  | Bernt Evensen    | 9:01,1     |
| 4     | USA  | Irving Jaffee    | 9:01,3     |
| 5     | NOR  | Armand Carlsen   | 9:01,5     |
| 6     | NOR  | Valentine Bialas | 9:06,3     |
| 7     | NOR  | Michael Staksrud | 9:07,3     |
| 8     | AUT  | Otto Polacsek    | 9:08,9     |
| 9     | SWE  | Gustaf Andersson | 9:09,7     |
| 10    | FIN  | Ossi Blomqvist   | 9:09,9     |

Datum: 13. Februar 1928 

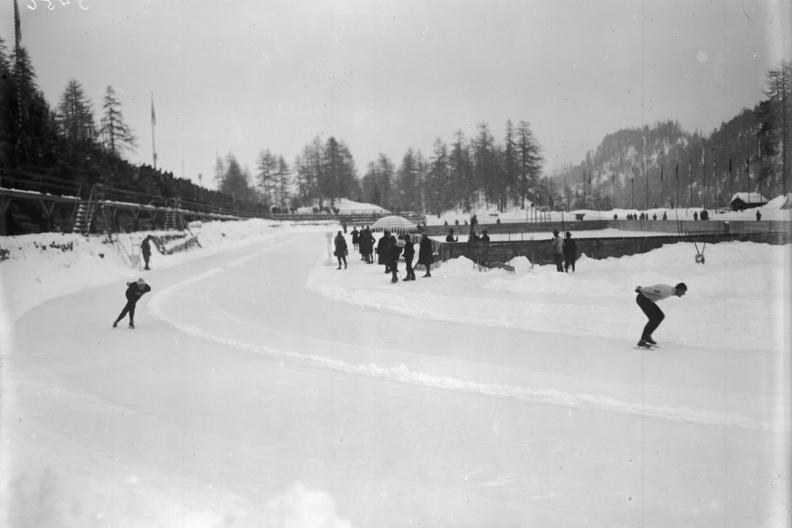
Szene aus dem 5000-Meter-Rennen

33 Teilnehmer aus 14 Ländern, davon 32 in der Wertung.

### 10.000 m
Der Lauf über 10.000 Meter konnte wegen schlechter Wetterbedingungen nicht ordnungsgemäß beendet werden. Durch einen Föhneinbruch verursachte hohe Temperaturen sowie starke Regenfälle brachten das Eis zum Schmelzen. Der Wettbewerb musste nach der fünften Paarung abgebrochen werden.